# أراندا دي مونكايو
بلدية أراندا دي مونكايو (بالإسبانية: Aranda de Moncayo) هي بلدية تقع في مقاطعة سرقسطة التابعة لمنطقة أراغون شمال شرق إسبانيا.

## الديموغرافيا
بلغ عدد سكان بلدية أراندا دي مونكايو 208 نسمة عام 2011 (وفقاً للمعهد الوطني الإسباني للإحصاء).
| 254 | 242 | 230 | 220 | 230 | 223 | 208 |